# Sam Gagner
Sam William Gagner, född 10 augusti 1989 i London i Ontario, är en kanadensisk professionell ishockeyspelare som spelar för Edmonton Oilers i NHL. 
Han har tidigare spelat på NHL-nivå för Vancouver Canucks, Columbus Blue Jackets, Philadelphia Flyers, Arizona Coyotes och Edmonton Oilers och på lägre nivåer för Toronto Marlies och Lehigh Valley Phantoms i AHL, EC KAC i Österrikiska ishockeyligan (EBEL), London Knights i OHL och Sioux City Musketeers i USHL.
Gagner valdes av Oilers i första rundan (6:e totalt) i NHL-draften 2007.

## Spelarkarriär

### Tidiga år
Han spelade hockey med Toronto Marlboros i Greater Toronto Hockey League säsongen 2004-05 där han gjorde hela 173 poäng och tilldelades utmärkelsen Buck Houle Award som ges för enastående isprestanda och ledarskap. Samma säsong spelade han 13 matcher för Milton Icehawks i OPJHL, där han gjorde 15 poäng. 
Säsongen 2005-06 spelade han med Sioux City Musketeers i USHL och gjorde 46 poäng på 56 matcher, tvåa i lagets poängliga.

### NHL

#### Edmonton Oilers (I)
Gagner valdes i den första rundan, sjätte totalt av Edmonton Oilers i NHL Entry Draft 2007. 
Den 1 oktober 2007 skrev han på sitt första treåriga entry level-kontrakt med Oilers. Han debuterade i NHL den 4 oktober i en 3-2 straffseger över San Jose Sharks och gjorde sin första NHL-poäng med ett assist till Tom Gilbert. 
Den 20 oktober 2007 gjorde Gagner sitt första NHL-mål på Miikka Kiprusoff i Calgary Flames.
Under säsongen 2008-09 gjorde Gagner sitt första NHL-hattrick och en assist i en 8-1-seger mot Colorado Avalanche, den 19 mars 2009. Han avslutade säsongen med 16 mål och 41 poäng på 76 matcher. Följande två säsonger gjorde han 41 och 42 poäng.
Gagner skrev på en tvåårig kontraktsförlängning med Oilers den 29 augusti 2010 till ett värde av 4,55 miljoner dollar, och när kontraktet gick ut skrev han inför säsongen 2012–13 på en ny ettårig kontraktsförlängning värd 3,2 miljoner dollar.
Under den inledande NHL-lockuten säsongen 2012-13, spelade Gagner med EC KAC i Österrike.
Efter säsongen skrev han på en ny förlängning med Oilers den 22 juli 2013. Kontraktet var på tre år till ett värde av 14,4 miljoner dollar.

#### Arizona Coyotes
Den 30 juni 2014 blev han tradad till Tampa Bay Lightning i utbyte mot Teddy Purcell men samma dag skickade Lightning honom till Arizona Coyotes tillsammans med B.J. Crombeen, i utbyte mot ett draftval i sjätte rundan i NHL-draften 2015, som blev målvakten Kristian Oldham.
Under säsongen 2014–15 gjorde han 41 poäng för Coyotes.

#### Philadelphia Flyers
Han blev tradad till Philadelphia Flyers tillsammans med ett villkorligt draftval, i utbyte mot Nicklas Grossmann och Chris Prongers kontrakt, den 27 juni 2015.
Gagner spelade 53 matcher för Flyers under säsongen och gjorde 16 poäng, och gjorde 2 poäng på 6 slutspelsmatcher. Han spelade även 9 matcher för farmarlaget Lehigh Valley Phantoms, med 4 poäng som resultat.

#### Columbus Blue Jackets
Den 1 juli 2016 blev han free agent och skrev på ett ettårskontrakt med Columbus Blue Jackets till ett värde av 650 000 dollar. Säsongen skulle visa sig vara Gagners hittills bästa då han gjorde succé med 50 poäng på 81 matcher i grundserien och 2 poäng på 5 matcher i slutspelet.

#### Vancouver Canucks
När hans kontrakt med Blue Jackets gick ut valde han att skriva på ett treårskontrakt med Vancouver Canucks värt 9,45 miljoner dollar den 1 juli 2017.
Säsongen blev hygglig för Gagner som gjorde 31 poäng på 74 matcher, men den 1 oktober 2018 valde Canucks att placera honom på waivers. Ingen klubb la beslag på honom, och istället för att ta upp en plats för Canucks egna juniorer i farmarlaget Utica Comets, men också för att också komma närmare sin familj i Ontario, skickades han till Toronto Maple Leafs farmarlag, Toronto Marlies i AHL, för att inleda säsongen 2018–19 där.

#### Edmonton Oilers (II)
Den 16 februari 2019 tradades han tillbaka till Edmonton Oilers i utbyte mot Ryan Spooner.

## Utmärkelser och prestationer
- Buck Houle Award (Toronto Marlboros team award; outstanding on ice performance) - 2004
- World Junior Guld - 2007
- World Championships Silver - 2008
- Super Series MVP - 2007
- NHL YoungStars Game appearance - 2008
- NHL Rookie of the Month - February 2008
- Edmonton Oilers Årets Rookie 2008 (delat med Andrew Cogliano och Tom Gilbert)
- Edmonton Oilers Flest poäng i en match - 8 (delat med Wayne Gretzky och Paul Coffey)
- Edmonton Oilers Flest poäng i en period - 5 (delat med Jari Kurri)
- Edmonton Oilers Flest poäng i rad - 11
- Vinnare av Spengler Cup 2012 med Team Canada

## Statistik

### Klubbkarriär
| 2004–05    | Toronto Marlboros      | GTHL       | 89  | 63  | 110 | 173 | 56  | —  | — | —  | —  | —  |
|            | Milton Icehawks        | OPJHL      | 13  | 5   | 10  | 15  | 10  | —  | — | —  | —  | —  |
| 2005–06    | Sioux City Musketeers  | USHL       | 56  | 11  | 35  | 46  | 60  | —  | — | —  | —  | —  |
| 2006–07    | London Knights         | OHL        | 53  | 35  | 83  | 118 | 36  | 16 | 7 | 22 | 29 | 22 |
| 2007–08    | Edmonton Oilers        | NHL        | 79  | 13  | 36  | 49  | 23  | —  | — | —  | —  | —  |
| 2008–09    | Edmonton Oilers        | NHL        | 76  | 16  | 25  | 41  | 51  | —  | — | —  | —  | —  |
| 2009–10    | Edmonton Oilers        | NHL        | 68  | 15  | 26  | 41  | 33  | —  | — | —  | —  | —  |
| 2010–11    | Edmonton Oilers        | NHL        | 68  | 15  | 27  | 42  | 37  | —  | — | —  | —  | —  |
| 2011–12    | Edmonton Oilers        | NHL        | 75  | 18  | 29  | 47  | 36  | —  | — | —  | —  | —  |
| 2012–13    | Edmonton Oilers        | NHL        | 48  | 14  | 24  | 38  | 23  | —  | — | —  | —  | —  |
|            | EC KAC (lockout)       | EBEL       | 21  | 10  | 10  | 20  | 8   | —  | — | —  | —  | —  |
| 2013–14    | Edmonton Oilers        | NHL        | 67  | 10  | 27  | 37  | 41  | —  | — | —  | —  | —  |
| 2014–15    | Arizona Coyotes        | NHL        | 81  | 15  | 26  | 41  | 28  | —  | — | —  | —  | —  |
| 2015–16    | Philadelphia Flyers    | NHL        | 53  | 8   | 8   | 16  | 25  | 6  | 0 | 2  | 2  | 8  |
|            | Lehigh Valley Phantoms | AHL        | 9   | 1   | 5   | 6   | 4   | —  | — | —  | —  | —  |
| 2016–17    | Columbus Blue Jackets  | NHL        | 81  | 18  | 32  | 50  | 22  | 5  | 0 | 2  | 2  | 2  |
| 2017–18    | Vancouver Canucks      | AHL        | 74  | 10  | 21  | 31  | 35  | —  | — | —  | —  | —  |
| 2018–19    | Vancouver Canucks      | NHL        | 7   | 1   | 2   | 3   | 4   | —  | — | —  | —  | —  |
|            | Toronto Marlies (lån)  | AHL        | 43  | 12  | 25  | 37  | 12  | —  | — | —  | —  | —  |
|            | Edmonton Oilers        | NHL        | 2   | 0   | 0   | 0   | 4   | —  | — | —  | —  | —  |
| NHL totalt | NHL totalt             | NHL totalt | 779 | 153 | 283 | 436 | 362 | 11 | 0 | 4  | 4  | 10 |
| AHL totalt | AHL totalt             | AHL totalt | 52  | 13  | 30  | 43  | 16  | —  | — | —  | —  | —  |
| OHL totalt | OHL totalt             | OHL totalt | 53  | 35  | 83  | 118 | 36  | 16 | 7 | 22 | 29 | 22 |